# Månskenssonaten (film)
Månskenssonaten (engelska: Moonlight Sonata) är en brittisk romantisk dramafilm från 1937 i regi av Lothar Mendes. I huvudrollerna ses Ignacy Jan Paderewski, Charles Farrell, Marie Tempest, Barbara Greene och Eric Portman.

## Handling
Filmens handling utspelar sig i Sverige, där Eric Molander (Charles Farrell) bekänner sin kärlek för den unga och vackra Ingrid (Barbara Greene), baronessan Lindenborgs (Marie Tempest) barnbarn. Samtidigt tvingas ett flygplan nödlanda i närheten, det medför tre passagerare, pianisten Paderewski samt två andra herrar. Dessa får bo på baronessans ägor. En av herrarna, den världsvane Mario de la Costa (Eric Portman), lockar iväg den naiva unga Ingrid från sin kavaljer. Men med Paderewskis hjälp, där han bland annat spelar Beethovens "Månskenssonaten", lyckas bryta förtrollningen och få henne att åter tänka klart.

## Rollista i urval
- Ignacy Jan Paderewski – sig själv
- Charles Farrell – Eric Molander
- Marie Tempest – baronessan Lindenborg
- Barbara Greene – Ingrid Hansen
- Eric Portman – Mario de la Costa
- W. Graham Brown – doktor Kurt Broman
- Queenie Leonard – Margit
- Laurence Hanray – Mr. Bishop
- Binkie Stuart – Eric och Ingrids barn